# So Far Gone
So Far Gone ist die erste EP des kanadischen Rappers Drake und wurde am 15. September 2009 veröffentlicht. Es basiert auf dem am 13. Februar 2009 veröffentlichten, gleichnamigen Mixtape. Die EP besteht aus fünf Songs, die auch auf dem Mixtape enthalten sind, und zwei neuen Songs. Es sind Gaststars wie Trey Songz, Lil Wayne, Bun B, und Young Jeezy vertreten. Als Singles wurden Best I Ever Had und Successful veröffentlicht. So Far Gone gewann im April 2010 den Preis für den Rap Recording of the Year bei den Juno Awards.

## Titelliste
| Nr. | Titel                                        | Produktion               | Länge |
| --- | -------------------------------------------- | ------------------------ | ----- |
| 1   | Houstatlantavegas                            | Noah „40“ Shebib         | 4:50  |
| 2   | Successful (feat. Trey Songz & Lil Wayne)    | Noah „40“ Shebib         | 5:51  |
| 3   | Best I Ever Had                              | Boi-1da                  | 4:17  |
| 4   | Uptown (feat. Bun B & Lil Wayne)             | Boi-1da, Arthur McArthur | 6:21  |
| 5   | I'm Goin' In (feat. Lil Wayne & Young Jeezy) | Needlz                   | 3:45  |
| 6   | The Calm                                     | Noah „40“ Shebib         | 4:06  |
| 7   | Fear                                         | DJ Khalil                | 4:40  |

Samples
- Best I Ever Had ähnelt Fallin’ in Love von Hamilton, Joe Frank & Reynolds.
- Uptown ähnelt Uptown Girl von Billy Joel.

## Kommerzieller Erfolg

### Chartplatzierungen
So Far Gone erreichte Platz 6 der Billboard 200 in den USA mit 73.000 verkauften Exemplaren. In der zweiten Woche landete es auf Platz 9 mit insgesamt 109.000 verkauften Exemplaren.
| ChartsChartplatzierungen       | Höchstplatzierung | Wochen |
| ------------------------------ | ----------------- | ------ |
| Schweiz (IFPI)                 | 61 (1 Wo.)        | 1      |
| Vereinigte Staaten (Billboard) | 5 (6 Wo.)         | 6      |
| Vereinigtes Königreich (OCC)   | 21 (1 Wo.)        | 1      |

### Auszeichnungen für Musikverkäufe
So Far Gone wurde das fünftbestverkaufte Rapalbum 2009. Im Februar 2012 hatte das Album bereits 639.000 Exemplare verkauft. Am 4. Juli 2010 wurde So Far Gone von der Recording Industry Association of America mit Gold ausgezeichnet.
| Land/Region               | Auszeichnungen für Musikverkäufe (Land/Region, Auszeichnung, Verkäufe) | Verkäufe |
| ------------------------- | ---------------------------------------------------------------------- | -------- |
| Kanada (MC)               | Gold                                                                   | 58.884   |
| Neuseeland (RMNZ)         | Gold                                                                   | 7.500    |
| Vereinigte Staaten (RIAA) | Gold                                                                   | 785.000  |
| Insgesamt                 | 3× Gold ·                                                              | 851.384  |

Hauptartikel: Drake (Rapper)/Auszeichnungen für Musikverkäufe